# Col de Romeyère
Ne doit pas être confondu avec Romeyer.
Le col de Romeyère est un col de montagne situé à 1 068 mètres d'altitude dans le département français de l'Isère, sur la commune de Rencurel, dans le nord du massif du Vercors.

## Géographie

### Situation et accès

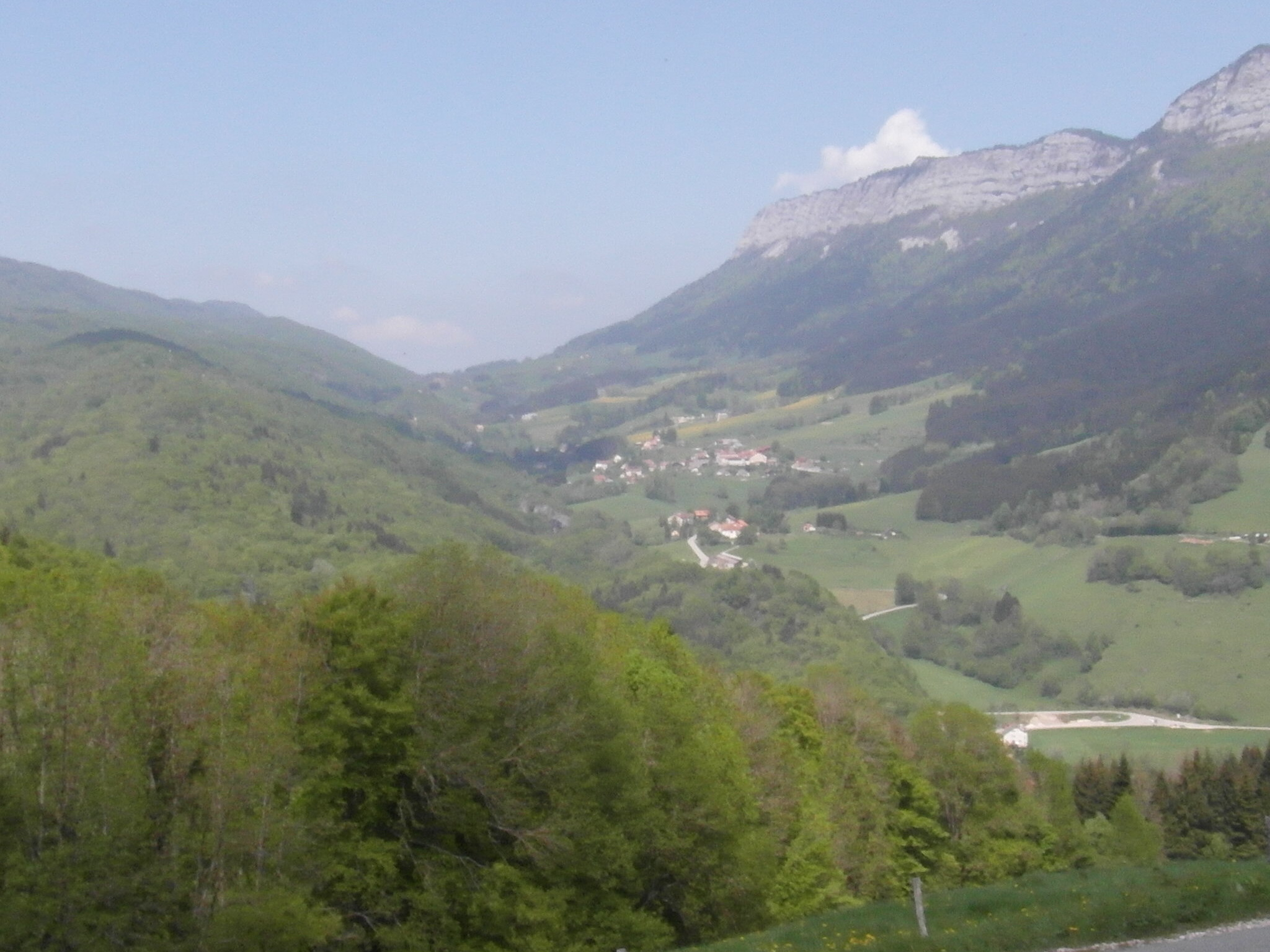
Le val de Rencurel et le col de Romeyère en arrière-plan.

Le col et le bourg central de Rencurel sont traversés par la route départementale 35 (RD 35), laquelle relie la commune à la route départementale 531 au niveau du hameau de la Balme de Rencurel au sud avec le bourg central de la commune de Saint-Gervais, situé au nord. Cette route longe le site de la chartreuse des Écouges, également situé au nord du col.
Une route forestière permet d'atteindre, depuis le site même de Romeyère, le col du Mont-Noir, les bourgs de Presles, de Malleval-en-Vercors et de Saint-Pierre-de-Chérennes en traversant une grande partie de la forêt domaniale des Coulmes.

### Hydrographie
Le torrent de la Doulouche, d'une longueur de 6,5 km, prend sa source au niveau du col pour ensuite suivre un axe nord-sud en direction de la vallée de la Bourne dont elle est un affluent.
Le torrent de la Drevenne, d'une longueur de 9,3 km, prend également sa source au col avant de rejoindre l'Isère au niveau de Port-Saint-Gervais. Ce cours d'eau (qui reçoit les eaux du Bouveyran sur le site du col) rejoint cet affluent du Rhône au niveau du site de l'ancienne fonderie royale de canons de Saint-Gervais qui marqua historiquement le secteur du col en raison de l'exploitation de la forêt environnante durant plus de deux siècles.

## Activités sportives

### Cyclisme

#### Tour de France
Le Tour de France a emprunté ce col, classé 2e catégorie, lors de la 17e étape du Tour 1954 entre Lyon et Grenoble, avec un passage en tête de l'Espagnol Federico Bahamontes. Celui-ci réédite sa performance cinq ans plus tard, alors que le départ de la 17e étape est donné à Saint-Étienne.
Lors de la 14e étape du Tour 1985 entre Autrans—Méaudre et Saint-Étienne, c'est le Belge Hendrik Devos qui est passé en tête au sommet.

#### Critérium du Dauphiné
Lors de la 4e étape du Critérium du Dauphiné 2018, entre Chazey-sur-Ain et Lans-en-Vercors, les coureurs franchissent le col après avoir utilisé la route forestière des Coulmes et franchit le col du Mont-Noir avant de redescendre sur Rencurel.

### Station de sports d'hiver des Coulmes
Le col de Romeyère abrite une petite station de ski de piste et partage avec la commune de Presles une partie du domaine de ski nordique des Coulmes.
Cette station, présentée comme un espace familial et dénommée officiellement « Station des Coulmes », propose un tracé de cinquante kilomètres de pistes sur le domaine de ski nordique.  Trente-trois kilomètres de pistes balisées sont proposées pour la pratique de la raquette, ainsi qu'un espace luge pour les enfants,.